# Vilhelm Nygaard
Peter Carl Vilhelm Nygaard (født 11. januar 1872 i København, død 6. december 1936 sammesteds) var en dansk socialdemokratisk politiker og fagforeningsmand.
Nygaard var oprindelig cigarmager och blev 1899 formand i Tobaksarbejderforbundet. Han var 1913-19 medarbejder i den socialdemokratiske presse, blev 1919 sekretær i De samvirkende Fagforbund, næstformand 1924 samt formand fra 1928.